# St. Martin (Illerberg)

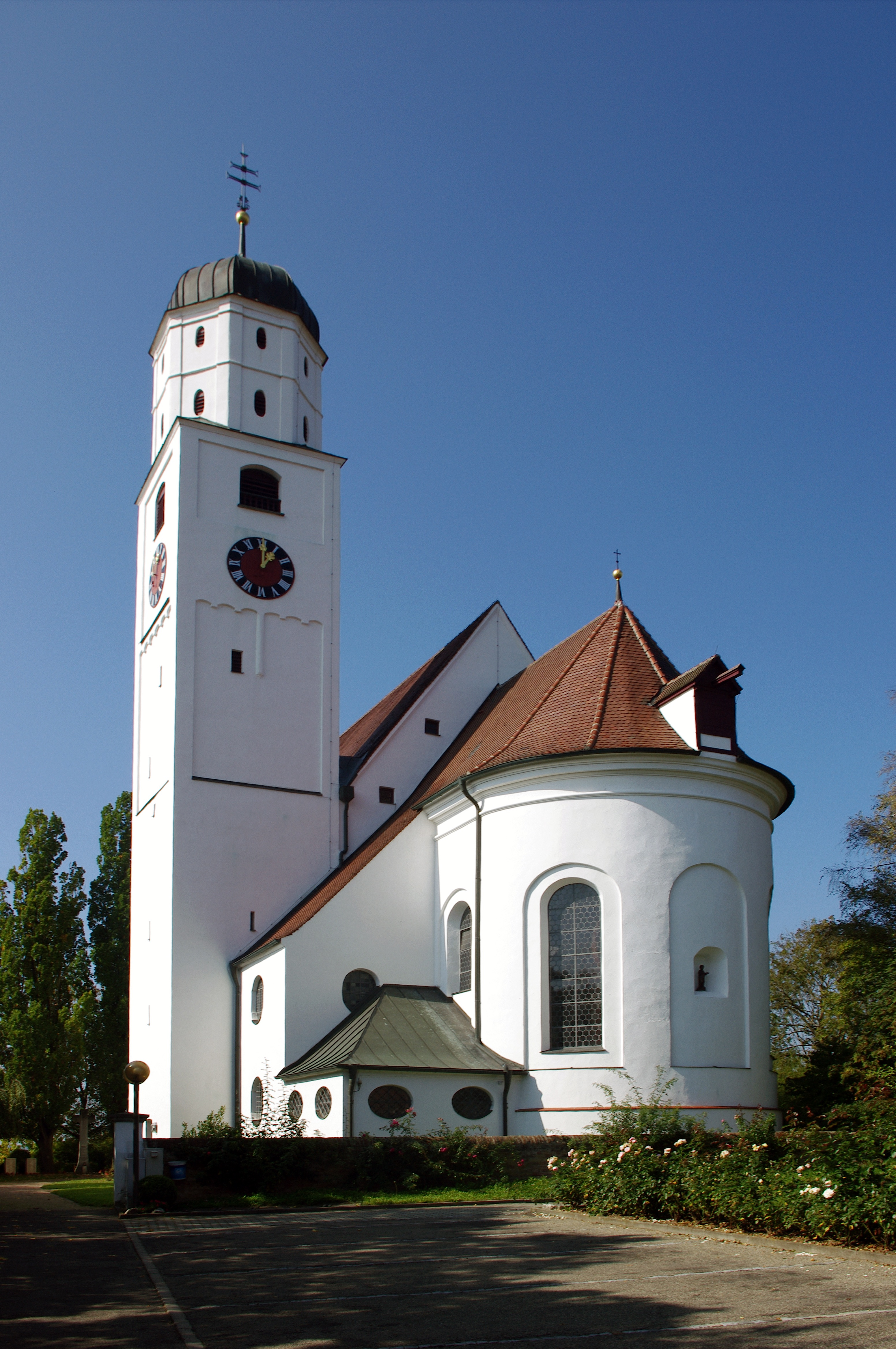
St. Martin in Illerberg

Die römisch-katholische Pfarrkirche St. Martin steht in Illerberg, einem Stadtteil von Vöhringen im schwäbischen Landkreis Neu-Ulm von Bayern. Das Bauwerk ist in der Liste der Baudenkmäler in Vöhringen als Baudenkmal unter der Nr. D-7-75-162-5 eingetragen. Die Kirche gehört zum Dekanat Neu-Ulm des Bistums Augsburg.

## Beschreibung
Die Saalkirche wurde 1690–1694 nach einem Entwurf von Johann Schmuzer erbaut. Sie besteht aus einem Langhaus, einem eingezogenen, halbrund geschlossenen Chor im Osten, einer Sakristei unter dem Schleppdach an der Südwand des Chors und einem Kirchturm in der Ecke von Langhaus und Sakristei, dessen untere Geschosse vom spätgotischen Vorgängerbau aus dem 15. Jahrhundert stammen, und der um 1690 mit achteckigen Geschossen aufgestockt und mit einer Zwiebelhaube bedeckt wurde. Der Innenraum des Langhauses, in dessen Westen sich doppelstöckige Emporen befinden, ist mit einem Stichkappengewölbe überspannt, dessen Gurtbögen von Pilastern ausgehen. Der Stuck im Innenraum wird Johann Schmuzer zugeschrieben. Die Kirchenausstattung von 1806/07 ist klassizistisch. Der neobarocke Hochaltar besteht aus Stuckmarmor. Das Altarretabel wurde 1807 von Konrad Huber bemalt. Im Altarauszug befindet sich ein Marienbildnis, das Niklaus Weckmann zugeschrieben wird. Die Orgel wurde 1991 von der Orgelbau Schmid gebaut.